# Cryptus medius
Cryptus medius là một loài tò vò trong họ Ichneumonidae.